# Klasa wydzielona w piłce siatkowej mężczyzn (1955)
Klasa wydzielona w piłce siatkowej mężczyzn 1955 – 19. edycja rozgrywek o mistrzostwo Polski w piłce siatkowej mężczyzn.

## Klasyfikacja końcowa
| Miejsce | Drużyna                     |
| ------- | --------------------------- |
| 1.      | AZS-AWF Warszawa            |
| 2.      | Gwardia Wrocław             |
| 3.      | Legia Warszawa              |
| 4.      | Gwardia Gdańsk              |
| 5.      | Spójnia Szczecin            |
| 6.      | AZS Kraków                  |
| 7.      | Spójnia Warszawa            |
| 8.      | AZS Wrocław                 |
| 9.      | Budowlani Wrocław           |
| 10.     | AZS Łódź                    |
| 11.     | AZS Gliwice                 |
| 12.     | AZS Politechnika Warszawska |